# Andrea Vargas
Andrea Carolina Vargas Mena, née le 28 mai 1996, est une athlète costaricienne, spécialiste des haies.

## Carrière
Elle remporte le titre sur 100 m haies lors des Jeux d’Amérique centrale et des Caraïbes de 2018, en établissant son record personnel et national en 12 s 90 (+ 1,5 m/s) . C’est la 1re Costaricienne à remporter un titre dans l’histoire de ces Jeux.
Le 11 août, elle remporte en 12 s 91 la médaille de bronze des championnats NACAC de Toronto, derrière Kendra Harrison (12 s 55) et Danielle Williams (12 s 67).
Alignée aux championnats du monde 2019 à Doha aux côtés de sa sœur Noelia, elle termine 2e de sa série en portant le record national à 12 s 68. En demi-finale, elle termine 3e et retranche trois autres centièmes à son record, temps lui permettant d'accéder à la finale avec le chrono le plus lent. Première costaricienne à se qualifier pour une finale aux championnats du monde, elle se classe 5e en 12 s 64, un nouveau record national.

## Vie privée
Elle est l’aînée d'une fratrie de trois enfants, ayant une sœur et un frère. Sa sœur, Noelia Vargas, termine 9e des championnats du monde juniors 2018 et 6e des Jeux panaméricains de 2019 dans les épreuves de marche athlétique. En 2015, elle donne naissance à son premier enfant, une fille prénommée Abril. Elle est également avocate à temps-partiel. 

## Palmarès
| Date | Compétition                              | Lieu         | Résultat | Épreuve     | Temps   |
| ---- | ---------------------------------------- | ------------ | -------- | ----------- | ------- |
| 2018 | Jeux d'Amérique centrale et des Caraïbes | Barranquilla | 1re      | 100 m haies | 12 s 90 |
| 2018 | Championnats NACAC                       | Toronto      | 3e       | 100 m haies | 12 s 91 |
| 2019 | Jeux panaméricains                       | Lima         | 1re      | 100 m haies | 12 s 82 |
| 2019 | Championnats du monde                    | Doha         | 5e       | 100 m haies | 12 s 64 |
| 2023 | Jeux d'Amérique centrale et des Caraïbes | San Salvador | 3e       | 100 m haies | 13 s 02 |
| 2023 | Jeux panaméricains                       | Santiago     | 1re      | 100 m haies | 13 s 06 |

## Records
| Épreuve     | Épreuve   | Temps        | Lieu   | Date           |
| ----------- | --------- | ------------ | ------ | -------------- |
| 60 m haies  | En salle  | 8 s 19 (NR)  | Boston | 15 juin 2018   |
| 100 m haies | Plein air | 12 s 64 (NR) | Doha   | 6 octobre 2019 |